# Ralph Grimaldi
Ralph Peter Grimaldi (né en janvier 1943) est un mathématicien américain spécialisé dans les Mathématiques discrètes et professeur titulaire au Rose-Hulman Institute of Technology. Il est connu pour son manuel Discrete and Combinatorial Mathematics: An Applied Introduction , publié pour la première fois en 1985.
Il est né et grandit à New York et est diplômé de ce qui est aujourd'hui l'Université d'État de New York à Albany en 1964 (BS) et 1965 (MS), puis obtient son doctorat en sciences mathématiques en 1972 à l'Université d'État du Nouveau-Mexique sous la direction de Ray Mines. Il enseigne auparavant à l'Université d'État de New York à Oswego et occupe des postes sabbatiques à l'Université de Clemson et à l'Université d'État du Nouveau-Mexique, ainsi que dans l'industrie.